# Euro Ice Hockey Challenge 2022/2023
Euro Ice Hockey Challenge 2022/2023 jest to cykl międzynarodowych turniejów organizowanych pod patronatem Międzynarodowej Federacji Hokeja na Lodzie. 

## Tamás Sárközy Memorial Tournament
Mecze turnieju Tamás Sárközy Memorial Tournament odbyły się w dniach od 10 do 13 listopada 2022 roku. W turnieju uczestniczyły reprezentacje sześciu państw: Węgier, Francji, Japonii, Słowenii, Ukrainy oraz Włoch. Najlepszą drużyną turnieju okazała się reprezentacja Włoch.

### Wyniki
Grupa A
| 10 listopada 2022 | Węgry | 3:2 pd. | Japonia | Tüskecsarnok, Budapeszt |

| Szczegóły      | Szczegóły                                                    | Szczegóły            | Szczegóły                              | Szczegóły |
| -------------- | ------------------------------------------------------------ | -------------------- | -------------------------------------- | --- |
| Godzina: 18:30 | G. Nagy (EQ) 28:57 Dániel Kiss (EQ) 33:56 G. Nagy (PP) 63:59 | (0:1, 2:0, 0:1, 1:0) | 11:38 (PP) K. Satō 53:10 (EQ) Y. Ōsawa | Widzów: 1205 Sędzia główny: Attila Nagy Zsombor Pálkövi Sędziowie liniowi: Bence Kövesi Ferenc Norbert Muzsik |
| Godzina: 18:30 | 6 min. kar                                                   |                      | 10 min. kar                            | Widzów: 1205 Sędzia główny: Attila Nagy Zsombor Pálkövi Sędziowie liniowi: Bence Kövesi Ferenc Norbert Muzsik |

| 11 listopada 2022 | Francja | 4:1 | Japonia | Tüskecsarnok, Budapeszt |

| Szczegóły      | Szczegóły                                                                           | Szczegóły       | Szczegóły            | Szczegóły |
| -------------- | ----------------------------------------------------------------------------------- | --------------- | -------------------- | --- |
| Godzina: 15:00 | G. Leclerc (EQ) 20:14 B. Bruche (EQ) 22:24 E. Guebey (EQ) 23:15 J. Boscq (EQ) 55:08 | (0:1, 3:0, 1:0) | 11:00 (EQ) K. Yamada | Widzów: 107 Sędzia główny: Vladimir Babic Dániel Rencz Sędziowie liniowi: Norbert Balla Ferenc Norbert Muzsik |
| Godzina: 15:00 | 6 min. kar                                                                          |                 | 8 min. kar           | Widzów: 107 Sędzia główny: Vladimir Babic Dániel Rencz Sędziowie liniowi: Norbert Balla Ferenc Norbert Muzsik |

| 12 listopada 2022 | Węgry | 1:2 pd. | Francja | Tüskecsarnok, Budapeszt |

| Szczegóły      | Szczegóły             | Szczegóły            | Szczegóły                                  | Szczegóły                                                                                        |
| -------------- | --------------------- | -------------------- | ------------------------------------------ | ------------------------------------------------------------------------------------------------ |
| Godzina: 15:00 | I. Terbócs (EQ) 55:07 | (0:0, 0:1, 1:0, 0:1) | 31:51 (EQ) E. Guebey 60:19 (EQ) G. Leclerc | Widzów: 1814 Sędzia główny: Dániel Soós Márton Németh Sędziowie liniowi: Dávid Szabó Dávid Váczi |
| Godzina: 15:00 | 6 min. kar            |                      | 6 min. kar                                 | Widzów: 1814 Sędzia główny: Dániel Soós Márton Németh Sędziowie liniowi: Dávid Szabó Dávid Váczi |

| Lp. | Zespół  | M | Pkt | Z | Zd | Pd | P | G+ | G- | +/- |
| --- | ------- | - | --- | - | -- | -- | - | -- | -- | --- |
| 1   | Francja | 2 | 5   | 1 | 1  | 0  | 0 | 6  | 2  | +4  |
| 2   | Węgry   | 2 | 3   | 0 | 1  | 1  | 0 | 4  | 4  | 0   |
| 3   | Japonia | 2 | 1   | 0 | 0  | 1  | 1 | 3  | 7  | -4  |

      = mecz o 1. miejsce       = mecz o 3. miejsce       = mecz o 5. miejsce
Grupa B
| 10 listopada 2022 | Włochy | 1:2 pd. | Ukraina | Tüskecsarnok, Budapeszt |

| Szczegóły      | Szczegóły            | Szczegóły            | Szczegóły                                      | Szczegóły                                                                                              |
| -------------- | -------------------- | -------------------- | ---------------------------------------------- | --- |
| Godzina: 15:00 | A. Petan (PP2) 37:21 | (0:0, 1:0, 0:1, 0:1) | 56:54 (PP2) A. Michnow 63:18 (EQ) O. Peresuńko | Widzów: 105 Sędzia główny: Andrij Kicha Miklós Haszonits Sędziowie liniowi: Alfréd Kedves Péter Mizsák |
| Godzina: 15:00 | 10 min. kar          |                      | 6 min. kar                                     | Widzów: 105 Sędzia główny: Andrij Kicha Miklós Haszonits Sędziowie liniowi: Alfréd Kedves Péter Mizsák |

| 11 listopada 2022 | Słowenia | 2:4 | Włochy | Tüskecsarnok, Budapeszt |

| Szczegóły      | Szczegóły                                 | Szczegóły       | Szczegóły                                                                                     | Szczegóły                                                                                                  |
| -------------- | ----------------------------------------- | --------------- | --------------------------------------------------------------------------------------------- | --- |
| Godzina: 18:30 | L. Maver (EQ) 19:51 E. Svetina (EQ) 58:45 | (1:2, 0:1, 1:1) | 08:11 (PP) D. Mantenuto 16:41 (PP) P. Pietroniro 33:02 (EQ) D. Gellon 46:58 (EQ) D. Mantenuto | Widzów: 265 Sędzia główny: Gergely Korbuly Árpád Varjú Sędziowie liniowi: Gergő Árkovics S. Barnabás Fényi |
| Godzina: 18:30 | 6 min. kar                                |                 | 10 min. kar                                                                                   | Widzów: 265 Sędzia główny: Gergely Korbuly Árpád Varjú Sędziowie liniowi: Gergő Árkovics S. Barnabás Fényi |

| 12 listopada 2022 | Ukraina | 1:2 pd. | Słowenia | Tüskecsarnok, Budapeszt |

| Szczegóły      | Szczegóły             | Szczegóły            | Szczegóły                                   | Szczegóły                                                                                                 |
| -------------- | --------------------- | -------------------- | ------------------------------------------- | --- |
| Godzina: 18:30 | D. Nimenko (PP) 57:21 | (0:0, 0:0, 1:1, 0:1) | 46:21 (EQ) R. Kapel 63:50 (EQ) M. Podlipnik | Widzów: 513 Sędzia główny: Andrij Kicha Balázs Timár Sędziowie liniowi: Bence Kövesi Dániel Balázs Vincze |
| Godzina: 18:30 | 6 min. kar            |                      | 12 min. kar                                 | Widzów: 513 Sędzia główny: Andrij Kicha Balázs Timár Sędziowie liniowi: Bence Kövesi Dániel Balázs Vincze |

| Lp. | Zespół   | M | Pkt | Z | Zd | Pd | P | G+ | G- | +/- |
| --- | -------- | - | --- | - | -- | -- | - | -- | -- | --- |
| 1   | Włochy   | 2 | 4   | 1 | 0  | 1  | 0 | 5  | 4  | +1  |
| 2   | Ukraina  | 2 | 3   | 0 | 1  | 1  | 0 | 3  | 3  | 0   |
| 3   | Słowenia | 2 | 2   | 0 | 1  | 0  | 1 | 4  | 5  | -1  |

      = mecz o 1. miejsce       = mecz o 3. miejsce       = mecz o 5. miejsce

### Mecz o piąte miejsce
| 13 listopada 2022 | Słowenia | 1:3 | Japonia | Tüskecsarnok, Budapeszt |

| Szczegóły      | Szczegóły            | Szczegóły       | Szczegóły                                                     | Szczegóły                                                                                          |
| -------------- | -------------------- | --------------- | ------------------------------------------------------------- | -------------------------------------------------------------------------------------------------- |
| Godzina: 11:30 | M. Štebih (EQ) 42:10 | (0:0, 0:1, 1:2) | 32:18 (EQ) K. Satō 53:57 (EQ) K. Suzuki 58:37 (EQ-EN) K. Otsu | Widzów: 94 Sędzia główny: Vladimir Babic Dániel Soós Sędziowie liniowi: Norbert Balla Péter Mizsák |
| Godzina: 11:30 | 2 min. kar           |                 | 2 min. kar                                                    | Widzów: 94 Sędzia główny: Vladimir Babic Dániel Soós Sędziowie liniowi: Norbert Balla Péter Mizsák |

### Mecz o trzecie miejsce
| 13 listopada 2022 | Węgry | 1:2 | Ukraina | Tüskecsarnok, Budapeszt |

| Szczegóły      | Szczegóły                 | Szczegóły       | Szczegóły                                      | Szczegóły                                                                                             |
| -------------- | ------------------------- | --------------- | ---------------------------------------------- | --- |
| Godzina: 15:00 | T.-R. Sárpátki (EQ) 52:48 | (0:2, 0:0, 1:0) | 04:21 (EQ) D. Tracht 13:24 (EQ) G. Kriwosapkin | Widzów: 1346 Sędzia główny: Zsombor Pálkövi Dániel Rencz Sędziowie liniowi: Alfréd Kedves Dávid Szabó |
| Godzina: 15:00 | 6 min. kar                |                 | 4 min. kar                                     | Widzów: 1346 Sędzia główny: Zsombor Pálkövi Dániel Rencz Sędziowie liniowi: Alfréd Kedves Dávid Szabó |

### Finał
| 13 listopada 2022 | Francja | 3:4 pk. | Włochy | Tüskecsarnok, Budapeszt |

| Szczegóły      | Szczegóły                                                       | Szczegóły                 | Szczegóły                                                                                        | Szczegóły                                                                                               |
| -------------- | --------------------------------------------------------------- | ------------------------- | ------------------------------------------------------------------------------------------------ | --- |
| Godzina: 18:30 | A. Koudri (EQ) 16:11 T. Simonsen (EQ) 25:09 D. Fabre (PP) 51:48 | (1:3, 1:0, 1:0, 0:0, 0:1) | 02:28 (EQ) P. Brunner 04:06 (PP) P. Pietroniro 17:16 (EQ) D. Di Perna 65:00 (GWG) E. Miglioranzi | Widzów: 349 Sędzia główny: Attila Nagy Márton Németh Sędziowie liniowi: Gergő Árkovics Barna Kis-Király |
| Godzina: 18:30 | 6 min. kar                                                      |                           | 6 min. kar                                                                                       | Widzów: 349 Sędzia główny: Attila Nagy Márton Németh Sędziowie liniowi: Gergő Árkovics Barna Kis-Király |

## Meca Hockey Games
Mecze turnieju Meca Hockey Games odbyły się w dniach od 10 do 12 listopada 2022 roku. W turnieju uczestniczyły reprezentacje trzech państw: Danii, Łotwy oraz Norwegii. Najlepszą drużyną turnieju okazała się reprezentacja Łotwy.

### Wyniki
| 10 listopada 2022 | Łotwa | 6:3 | Norwegia | Leangen Ishall, Trondheim |

| Szczegóły      | Szczegóły | Szczegóły       | Szczegóły                                                          | Szczegóły |
| -------------- | --- | --------------- | ------------------------------------------------------------------ | --- |
| Godzina: 19:00 | G. Golovkovs (PP) 02:38 D. Smirnovs (EQ) 16:20 G. Golovkovs (PP) 22:17 R. Krastenbergs (PP) 27:24 G. Golovkovs (EQ) 42:17 D. Goršanovs (EQ) 43:53 | (2:1, 2:2, 2:0) | 17:09 (EQ) E. Wold 23:27 (PP) E. Wold 35:28 (PP2) S. V. Engebråten | Widzów: 1751 Sędzia główny: Roy Stian Hansen Christian Bo Persson Sędziowie liniowi: Knut Einar Bråten Njaal Søstumoen |
| Godzina: 19:00 | 16 min. kar |                 | 12 min. kar                                                        | Widzów: 1751 Sędzia główny: Roy Stian Hansen Christian Bo Persson Sędziowie liniowi: Knut Einar Bråten Njaal Søstumoen |

| 11 listopada 2022 | Dania B | 2:3 | Łotwa | Leangen Ishall, Trondheim |

| Szczegóły      | Szczegóły                                     | Szczegóły       | Szczegóły                                                              | Szczegóły |
| -------------- | --------------------------------------------- | --------------- | ---------------------------------------------------------------------- | --- |
| Godzina: 19:00 | L. Bang (EQ) 14:37 N. Christensen (PEN) 39:07 | (1:2, 1:0, 0:1) | 00:49 (EQ) M. Dzierkals 16:54 (PP) D. Smirnovs 42:57 (PP) F. G. Buncis | Widzów: 505 Sędzia główny: Roy Stian Hansen Christian Bo Persson Sędziowie liniowi: Knut Einar Bråten Njaal Søstumoen |
| Godzina: 19:00 | 20 min. kar                                   |                 | 16 min. kar                                                            | Widzów: 505 Sędzia główny: Roy Stian Hansen Christian Bo Persson Sędziowie liniowi: Knut Einar Bråten Njaal Søstumoen |

| 12 listopada 2022 | Norwegia | 4:0 | Dania B | Leangen Ishall, Trondheim |

| Szczegóły      | Szczegóły                                                                                     | Szczegóły       | Szczegóły   | Szczegóły |
| -------------- | --------------------------------------------------------------------------------------------- | --------------- | ----------- | --- |
| Godzina: 16:00 | S. Thoresen (PP) 02:46 S. Thoresen (PP) 37:32 M. Øby-Olsen (PP) 38:55 M. Øby-Olsen (EQ) 53:58 | (1:0, 2:0, 1:0) |             | Widzów: 1838 Sędzia główny: Roy Stian Hansen Christian Bo Persson Sędziowie liniowi: Knut Einar Bråten Njaal Søstumoen |
| Godzina: 16:00 | 8 min. kar                                                                                    |                 | 15 min. kar | Widzów: 1838 Sędzia główny: Roy Stian Hansen Christian Bo Persson Sędziowie liniowi: Knut Einar Bråten Njaal Søstumoen |

| Lp. | Zespół   | M | Pkt | Z | Zd | Pd | P | G+ | G- | +/- |
| --- | -------- | - | --- | - | -- | -- | - | -- | -- | --- |
| 1   | Łotwa    | 2 | 6   | 2 | 0  | 0  | 0 | 9  | 5  | +4  |
| 2   | Norwegia | 2 | 3   | 1 | 0  | 0  | 1 | 7  | 6  | +1  |
| 3   | Dania B  | 2 | 0   | 0 | 0  | 0  | 2 | 2  | 7  | -5  |

## Baltic Challenge Cup
Mecze turnieju Baltic Challenge Cup odbyły się w dniach od 10 do 12 listopada 2022 roku. W turnieju uczestniczły reprezentacje czterech państw: Litwy, Estonii, Łotwy B oraz Polski. Najlepszą drużyną turnieju okazała się reprezentacja Polski.

### Wyniki
| 10 listopada 2022 | Estonia | 2:1 | Łotwa B | Kaunas Ice Palace, Kowno |

| Szczegóły      | Szczegóły                                  | Szczegóły       | Szczegóły             | Szczegóły |
| -------------- | ------------------------------------------ | --------------- | --------------------- | --------- |
| Godzina: 14:30 | R. Rooba (PP) 06:22 D. Kulincew (EQ) 53:26 | (1:1, 0:0, 1:0) | 19:43 (EQ) P. Trasuns |           |
| Godzina: 14:30 | min. kar                                   |                 | min. kar              |           |

| 10 listopada 2022 | Polska | 4:2 | Litwa | Kaunas Ice Palace, Kowno |

| Szczegóły      | Szczegóły                                                                                         | Szczegóły       | Szczegóły                                        | Szczegóły   |
| -------------- | ------------------------------------------------------------------------------------------------- | --------------- | ------------------------------------------------ | ----------- |
| Godzina: 18:00 | A. Łyszczarczyk (PP) 06:56 F. Starzyński (EQ) 07:59 B. Jeziorski (EQ) 21:03 P. Zygmunt (EA) 59:50 | (2:0, 1:2, 1:0) | 26:40 (PP) M. Grinius 37:40 (PP) M. Kaleinikovas | Widzów: 140 |
| Godzina: 18:00 | min. kar                                                                                          |                 | min. kar                                         | Widzów: 140 |

| 11 listopada 2022 | Łotwa B | 0:9 | Polska | Kaunas Ice Palace, Kowno |

| Szczegóły      | Szczegóły | Szczegóły       | Szczegóły | Szczegóły |
| -------------- | --------- | --------------- | --- | --------- |
| Godzina: 14:30 |           | (0:2, 0:4, 0:3) | 15:48 (EQ) D. Paś 18:02 (EQ) J. Kamienieu 27:30 (EQ) P. Zygmunt 30:04 (EQ) K. Maciaś 33:47 (EA) D. Paś 37:26 (EA) B. Jeziorski 43:40 (PP) D. Paś 44:22 (EQ) K. Maciaś 46:10 (EQ) K. Maciaś |           |
| Godzina: 14:30 | min. kar  |                 | min. kar |           |

| 11 listopada 2022 | Litwa | 3:4 pk. | Estonia | Kaunas Ice Palace, Kowno |

| Szczegóły      | Szczegóły | Szczegóły                 | Szczegóły | Szczegóły   |
| -------------- | --------- | ------------------------- | --------- | ----------- |
| Godzina: 18:00 |           | (0:0, 2:1, 1:2, 0:0, 0:1) |           | Widzów: 157 |
| Godzina: 18:00 | min. kar  |                           | min. kar  | Widzów: 157 |

| 12 listopada 2022 | Polska | 5:3 | Estonia | Kaunas Ice Palace, Kowno |

| Szczegóły      | Szczegóły | Szczegóły       | Szczegóły                                                  | Szczegóły |
| -------------- | --- | --------------- | ---------------------------------------------------------- | --------- |
| Godzina: 11:30 | M. Urbanowicz (EQ) 14:21 F. Starzyński (EQ) 21:05 K. Maciaś (EQ) 46:56 D. Paś (EQ) 51:39 B. Jeziorski (EQ) 59:22 | (1:1, 1:2, 3:0) | 15:01 (EQ) K. Kombe 27:15 (EQ) R. Arrak 37:23 (EA) R. Kiik |           |
| Godzina: 11:30 | min. kar |                 | min. kar                                                   |           |

| 12 listopada 2022 | Łotwa B | 3:5 | Litwa | Kaunas Ice Palace, Kowno |

| Szczegóły      | Szczegóły                                                           | Szczegóły       | Szczegóły | Szczegóły |
| -------------- | ------------------------------------------------------------------- | --------------- | --- | --------- |
| Godzina: 15:00 | A. Biskins (EQ) 17:01 G. Krumins (EQ) 32:34 A. Brikmanis (EQ) 49:14 | (1:3, 1:1, 1:1) | 04:17 (PP) M. Kaleinikovas 06:39 (PP) A. Bendžius 15:28 (PP) E. Noreika 35:55 (EQ) M. Kaleinikovas 51:23 (EQ) U. Čižas |           |
| Godzina: 15:00 | min. kar                                                            |                 | min. kar |           |

Tabela
| Lp. | Zespół  | M | Pkt | Z | Zd | Pd | P | G+ | G- | +/- |
| --- | ------- | - | --- | - | -- | -- | - | -- | -- | --- |
| 1   | Polska  | 3 | 9   | 3 | 0  | 0  | 0 | 18 | 5  | +13 |
| 2   | Estonia | 3 | 5   | 1 | 1  | 0  | 1 | 9  | 9  | 0   |
| 3   | Litwa   | 3 | 4   | 1 | 0  | 1  | 1 | 10 | 11 | -1  |
| 4   | Łotwa B | 3 | 0   | 0 | 0  | 0  | 3 | 4  | 16 | -12 |

## Three Nations Tournament
Mecze turnieju Three Nations Tournament odbyły się w dniach od 15 do 17 grudnia 2022 roku. W turnieju uczestniczyły reprezentacje trzech państw: Francji, Polski oraz Ukrainy. Najlepszą drużyną turnieju okazała się reprezentacja Polski.

### Wyniki
| 15 grudnia 2022 | Ukraina | 0:3 | Francja | Palais omnisports Marseille Grand-Est, Marsylia |

| Szczegóły      | Szczegóły   | Szczegóły       | Szczegóły                                                  | Szczegóły |
| -------------- | ----------- | --------------- | ---------------------------------------------------------- | --- |
| Godzina: 20:00 |             | (0:1, 0:1, 0:1) | 17:28 (EQ) J. Boscq 29:21 (EQ) L. Onno 53:44 (PP2) B. Maïa | Widzów: 2419 Sędzia główny: Geoffrey Barcelo Nicolas Cregut Sędziowie liniowi: Cyril Debuche Clément Goncalves |
| Godzina: 20:00 | 35 min. kar |                 | 10 min. kar                                                | Widzów: 2419 Sędzia główny: Geoffrey Barcelo Nicolas Cregut Sędziowie liniowi: Cyril Debuche Clément Goncalves |

| 16 grudnia 2022 | Polska | 4:3 | Ukraina | Palais omnisports Marseille Grand-Est, Marsylia |

| Szczegóły      | Szczegóły                                                                               | Szczegóły       | Szczegóły                                                   | Szczegóły |
| -------------- | --------------------------------------------------------------------------------------- | --------------- | ----------------------------------------------------------- | --- |
| Godzina: 19:00 | D. Paś (EQ) 37:16 M. Michalski (EQ) 44:35 M. Michalski (EQ) 47:33 P. Zygmunt (PP) 48:49 | (0:1, 1:2, 3:0) | 01:06 (EQ) W. Mazur 20:16 (EQ) W. Lalka 30:36 (EQ) W. Lalka | Widzów: 1403 Sędzia główny: Alexandre Hauchart Jérémy Rauline Sędziowie liniowi: Johan Fauvel Jérémie Douchy |
| Godzina: 19:00 | 4 min. kar                                                                              |                 | 6 min. kar                                                  | Widzów: 1403 Sędzia główny: Alexandre Hauchart Jérémy Rauline Sędziowie liniowi: Johan Fauvel Jérémie Douchy |

| 17 grudnia 2022 | Francja | 4:7 | Polska | Palais omnisports Marseille Grand-Est, Marsylia |

| Szczegóły      | Szczegóły                                                                             | Szczegóły       | Szczegóły | Szczegóły |
| -------------- | ------------------------------------------------------------------------------------- | --------------- | --- | --- |
| Godzina: 19:00 | T. Simonsen (EQ) 05:22 D. Fabre (EQ) 23:57 R. Colomban (EQ) 38:21 B. Maïa (PP2) 41:40 | (1:2, 2:4, 1:1) | 02:25 (EQ) K. Wałęga 19:57 (PP) K. Górny 25:45 (EQ) B. Fraszko 28:21 (EQ) P. Zygmunt 28:28 (EQ) P. Zygmunt 37:37 (EQ) F. Starzyński 55:02 (PP) O. Jaśkiewicz | Widzów: 3086 Sędzia główny: Alexandre Hauchart Jérémy Rauline Sędziowie liniowi: Johan Fauvel Jérémie Douchy |
| Godzina: 19:00 | 10 min. kar                                                                           |                 | 35 min. kar | Widzów: 3086 Sędzia główny: Alexandre Hauchart Jérémy Rauline Sędziowie liniowi: Johan Fauvel Jérémie Douchy |

| Lp. | Zespół  | M | Pkt | Z | Zd | Pd | P | G+ | G- | +/- |
| --- | ------- | - | --- | - | -- | -- | - | -- | -- | --- |
| 1   | Polska  | 2 | 6   | 2 | 0  | 0  | 0 | 11 | 6  | +5  |
| 2   | Francja | 2 | 3   | 1 | 0  | 0  | 1 | 7  | 6  | +1  |
| 3   | Ukraina | 2 | 0   | 0 | 0  | 0  | 2 | 3  | 7  | -4  |

## Vianočný Kaufland Cup 2022
Mecze turnieju Vianočný Kaufland Cup 2022 odbyły się w dniach od 15 do 17 grudnia 2022 roku. W turnieju uczestniczyły reprezentacje trzech państw: Łotwy, Norwegii oraz Słowacji. Najlepszą drużyną turnieju okazała się reprezentacja gospodarzy, czyli Słowacji.

### Wyniki
| 15 grudnia 2022 | Słowacja | 6:0 | Norwegia | Arena Ondreja Nepeli, Bratysława |

| Szczegóły      | Szczegóły | Szczegóły       | Szczegóły  | Szczegóły                                                                                         |
| -------------- | --- | --------------- | ---------- | ------------------------------------------------------------------------------------------------- |
| Godzina: 18:00 | R. Lantoši (EQ) 04:33 M. Jedlička (PP) 32:35 M. Gernát (EQ) 38:51 A. Tamáši (EQ) 55:02 V. Čacho (EQ) 55:58 M. Daňo (EQ) 57:07 | (1:0, 2:0, 3:0) |            | Widzów: 2811 Sędzia główny: Martin Korba Martin Jobbágy Sędziowie liniowi: Šimon Synek Oto Durmis |
| Godzina: 18:00 | 6 min. kar |                 | 8 min. kar | Widzów: 2811 Sędzia główny: Martin Korba Martin Jobbágy Sędziowie liniowi: Šimon Synek Oto Durmis |

| 16 grudnia 2022 | Norwegia | 3:4 pd. | Łotwa | Arena Ondreja Nepeli, Bratysława |

| Szczegóły      | Szczegóły                                                             | Szczegóły            | Szczegóły                                                                                   | Szczegóły                                                                                           |
| -------------- | --------------------------------------------------------------------- | -------------------- | ------------------------------------------------------------------------------------------- | --------------------------------------------------------------------------------------------------- |
| Godzina: 17:00 | T. Berg-Paulsen (EQ) 16:10 A. Martinsen (PP) 37:19 L. Hoff (PP) 46:24 | (1:1, 1:1, 1:1, 0:1) | 09:02 (EQ) P. Zabusovs 25:36 (EQ) P. Ozols 44:18 (PP) R. Bukarts 60:33 (EQ) U. J. Balinskis | Widzów: 1198 Sędzia główny: Peter Stano Vladimír Baluška Sędziowie liniowi: Šimon Synek Daniel Konc |
| Godzina: 17:00 | 8 min. kar                                                            |                      | 12 min. kar                                                                                 | Widzów: 1198 Sędzia główny: Peter Stano Vladimír Baluška Sędziowie liniowi: Šimon Synek Daniel Konc |

| 17 grudnia 2022 | Słowacja | 6:1 | Łotwa | Arena Ondreja Nepeli, Bratysława |

| Szczegóły      | Szczegóły | Szczegóły       | Szczegóły                  | Szczegóły                                                                                       |
| -------------- | --- | --------------- | -------------------------- | ----------------------------------------------------------------------------------------------- |
| Godzina: 13:00 | P. Cehlárik (EQ) 02:59 P. Cehlárik (PP) 06:48 P. Cehlárik (EQ) 23:15 S. Takáč (EQ) 28:54 R. Lantoši (EQ) 48:49 A. Tamáši (PP) 54:28 | (2:0, 2:0, 2:1) | 59:35 (PP) U. J. Balinskis | Widzów: 5485 Sędzia główny: Tomáš Hronský Peter Stano Sędziowie liniowi: Oto Durmis Daniel Konc |
| Godzina: 13:00 | 15 min. kar |                 | 14 min. kar                | Widzów: 5485 Sędzia główny: Tomáš Hronský Peter Stano Sędziowie liniowi: Oto Durmis Daniel Konc |

| Lp. | Zespół   | M | Pkt | Z | Zd | Pd | P | G+ | G- | +/- |
| --- | -------- | - | --- | - | -- | -- | - | -- | -- | --- |
| 1   | Słowacja | 2 | 6   | 2 | 0  | 0  | 0 | 12 | 1  | +11 |
| 2   | Łotwa    | 2 | 2   | 0 | 1  | 0  | 1 | 5  | 9  | -4  |
| 3   | Norwegia | 2 | 1   | 0 | 0  | 1  | 1 | 3  | 10 | -7  |